# Націонал-соціалістична народна благодійність

Емблема «NSV»

«Націонал-соціалістична народна благодійність» (нім. Nationalsozialistische Volkswohlfahrt, NSV) — в нацистській Німеччині зареєстрована громадська організація, заснована НСДАП 3 травня 1933 р. за кілька місяців після приходу партії до влади. Штаб-квартира організації знаходилася в Берліні.

## Історія

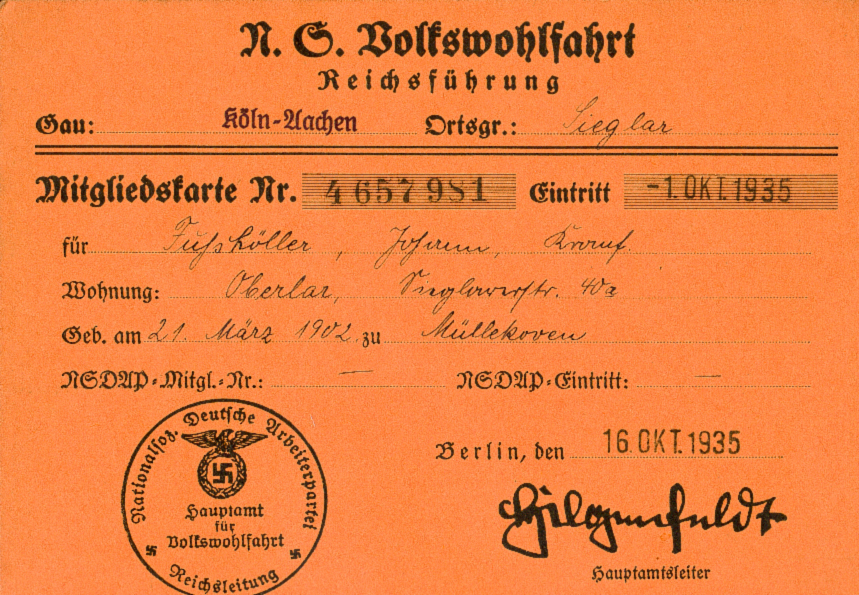
Членський квиток Націонал-соціалістичної народної благодійності

Після заборони організації «Робітнича благодійність» у процесі уніфікації громадського та політичного життя в Німеччині в руслі націонал-соціалізму — «гляйхшальтунг» — Націонал-соціалістична народна благодійність перетворилася на орган державної влади, який займався поряд з іншими сімома, що збереглися, організаціями, питаннями благодійності.
Попри заборону «Робітничої благодійності», Націонал-соціалістичної народної благодійності не вдалося замкнути на собі всю благодійну діяльність, однак такі видні організації, як «Німецький червоний хрест», «Благодійна організація євангелічної церкви» та католицька благодійна організація «Карітас» були витіснені на другорядні ролі.
Структура організації формувалася відповідно до принципів партійної структури: управління здійснювалося на місцях, округах та групах. У складі організації було утворено шість управлінь: організаційне, фінансове, благодійності та допомоги неповнолітнім, народної охорони здоров'я, пропаганди та освіти. Директиви NSV видавало Головне управління народного добробуту. До середини 1939 року у складі Націонал-соціалістичної народної благодійності функціонували 40 гау, 813 округів, 26138 організацій на місцях, 97161 осередок та 511689 блоків.
У роки масового безробіття NSV надавала нужденним сім'ям фінансову підтримку, починаючи з 1938 року допомога «Народної благодійності» звелася до надання послуг. Націонал-соціалістична народна благодійність відкривала власні дитячі садки, що конкурували з аналогічними дитячими установами при церкві. Члени партії приводили своїх дітей у новенькі дитячі садки, де їм прищеплювався культ фюрера під гаслом у віршованій формі: «Складіть ручки, нахиліть голівки й завжди думайте про фюрера. Він дасть вам хліб ваш насущний і врятує від усіх негараздів» (нім. Händchen falten, Köpfchen senken - immer an den Führer denken. Er gibt euch euer täglich Brot und rettet euch aus aller Not).
З початком Другої світової війни «Народна благодійність» все більше брала на себе функції держави, насамперед у питаннях роботи з дітьми та молоддю. Починаючи з 1940 року, вона займалася організацією відправлення дітей віком до 10 років у безпечні райони. Один із найвідоміших напрямів діяльності NSV — материнство та дитинство. Цей підрозділ курував арійських жінок протягом усього терміну вагітності та після народження дитини. У складних випадках матерям також надавалася фінансова підтримка. Далі з матерями та дітьми продовжували роботу в дитячих садках та центрах допомоги матерям.
Націонал-соціалістична народна благодійність фінансувалася рахунком пожертвувань і внесків його членів. На кінець 1938 року на NSV безплатно працювало близько мільйона людей. До початку війни у «Народній благодійності» перебувало 11 мільйонів осіб.
З 1933 року організація видавала щомісячний журнал «Націонал-соціалістична служба народу» (нім. Nationalsozialistischer Volksdienst), а з 1936 року – книжкову серію «Вічна Німеччина» (нім. Ewiges Deutschland).

## Основні напрямки діяльності та підрозділи
У підпорядкуванні Націонал-соціалістичної народної благодійності перебували такі підрозділи та установи:
- Допомога матері та дитині
- Робота з матерями при Німецькому союзі жінок
- Фонд Гітлера на навчання
- Дитячі садочки
- Допомога у господарстві
- Станції комунального обслуговування
- Допомога неповнолітнім
- Боротьба з туберкульозом
- Пересувні стоматологічні кабінети
- Вокзальна служба
- Допомога німецькому образотворчому мистецтву
- Допомога з питань харчування
- Зимова допомога